# ドルニエ Do X
ドルニエ（Dornier) Do Xはドイツのドルニエ社の製造した旅客輸送用飛行艇（旅客機）。飛行船による大西洋航路の旅客輸送に代わる、「空の豪華客船」として開発された当時世界最大の重航空機で、設計はツェッペリン飛行船も担当したクラウディウス・ドルニエ。
3機が製造され、うち2機はイタリアからの発注であった。機内にはダイニングルーム、寝室、喫煙ラウンジ、バー、高級カーペットを敷きつめた中央サロン等を備えていた。
当初は、シーメンス社がライセンス生産した525馬力を発揮するブリストル ジュピター空冷星型9気筒エンジンを装備していたが、出力不足が判明したうえに、後列の冷却不良が発生したために後に水冷V型12気筒610馬力のカーチス製コンカラー（英語版）に換装された。
12基のエンジンは2基一組で流線型ナセルに収められ、各エンジンは補助翼で結ばれていたため機関士は飛行中でもエンジン関係の作業を行うことができた。と言うよりは、冷却や点火のばらつきなどから、12基のエンジンの調子をそろえることが難しく、飛行中も付きっきりで調整を行う必要があった、というのが真相の様である。
エンジンの出力不足から500 m以上への上昇は困難で、低高度飛行を余儀なくされた。
乗員10名、正規の乗客150名、密航者9名、合わせて169名を乗せてのデモフライトは評判を呼んだ。当時は難しかった大西洋横断飛行も行なったが、故障や不調続出で片道9ヶ月かかり、しかも到着先のニューヨークでは修理に7ヶ月を要するなど問題点が多く、イタリア以外の航空会社から注文を受けることは無かった。後にベルリンの航空輸送博物館に収蔵されたが、1945年の空襲により破壊され、現存しない。
イタリアの発注した2機はSANA社（伊語版）が民間航路への投入を目指したもので、1機目が「ウンベルト・マダレーナ」、2機目が「アレッサンドロ・ギドーニ」と命名され、投入予定の航路も決まっていたが、実際には運行されず、イタリア空軍にて実験的な任務を与えられた。しかし実用性が低いと判断されたのか軍での任務も短期間のみであり、これが終了すると2機とも解体されたため、やはり現存しない。なお、イタリアの2機はエンジンが水冷V型12気筒570馬力のフィアットA.22R（伊語版、英語版）に換えてあった。
北海道の新千歳空港ターミナルビル一階に復元模型が展示されている。